# Juan José Jaime Bonal Cortada
Juan José Jaime Bonal Cortada (24 de agosto de 1769 en Terradas, Gerona, España -19 de agosto de 1829) fue un sacerdote español y fundador de la Congregación de las Hermanas de la Caridad de Santa Ana. Fue declarado venerable por el papa Benedicto XVI el 20 de diciembre de 2012. Se encuentra en proceso de beatificación.

## Historia

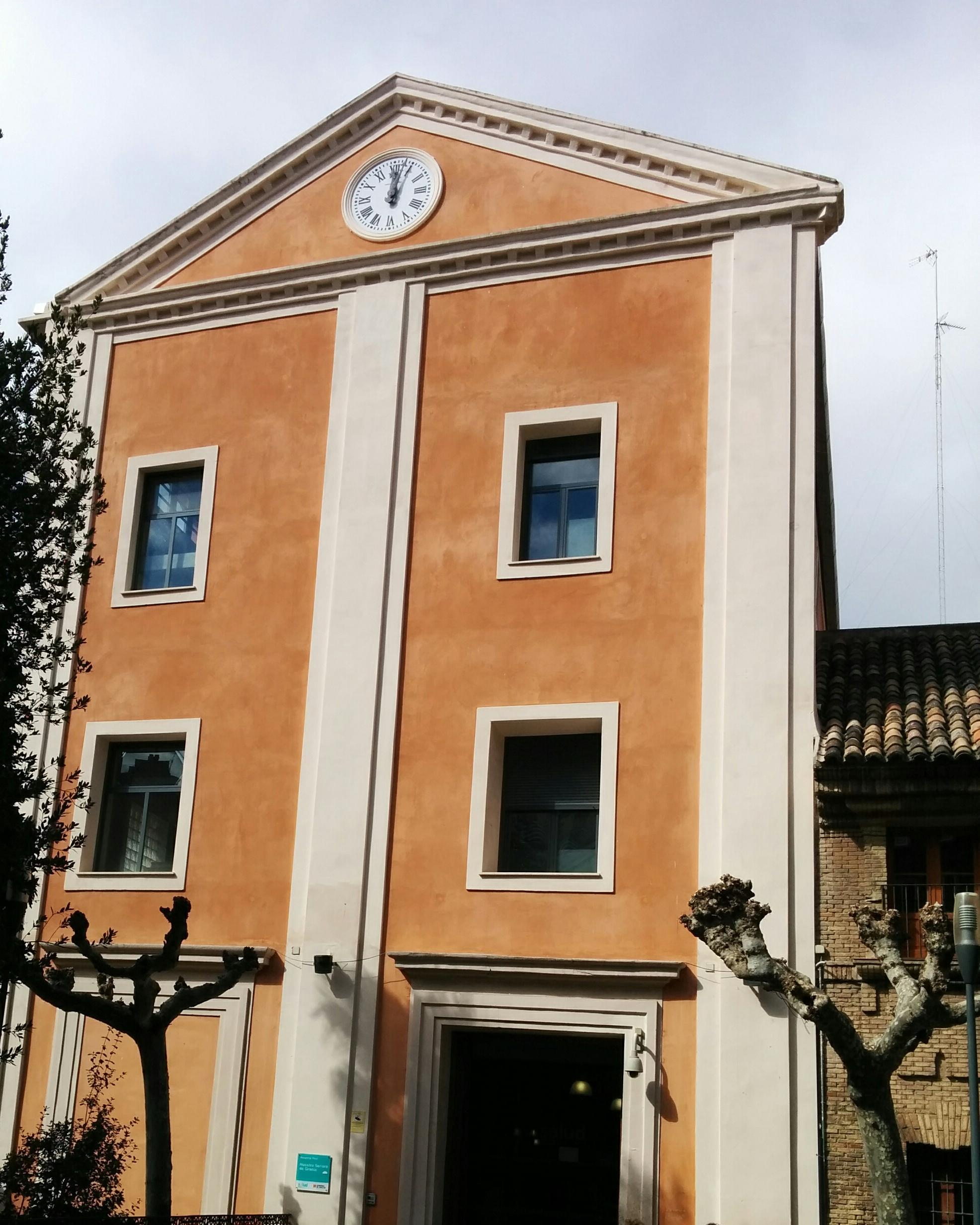
Hospital Provincial de Nuestra Señora de Gracia de Zaragoza.

Juan Bonal nació en el seno de una familia profundamente religiosa el 24 de agosto de 1769 en Terradas (Gerona, España).

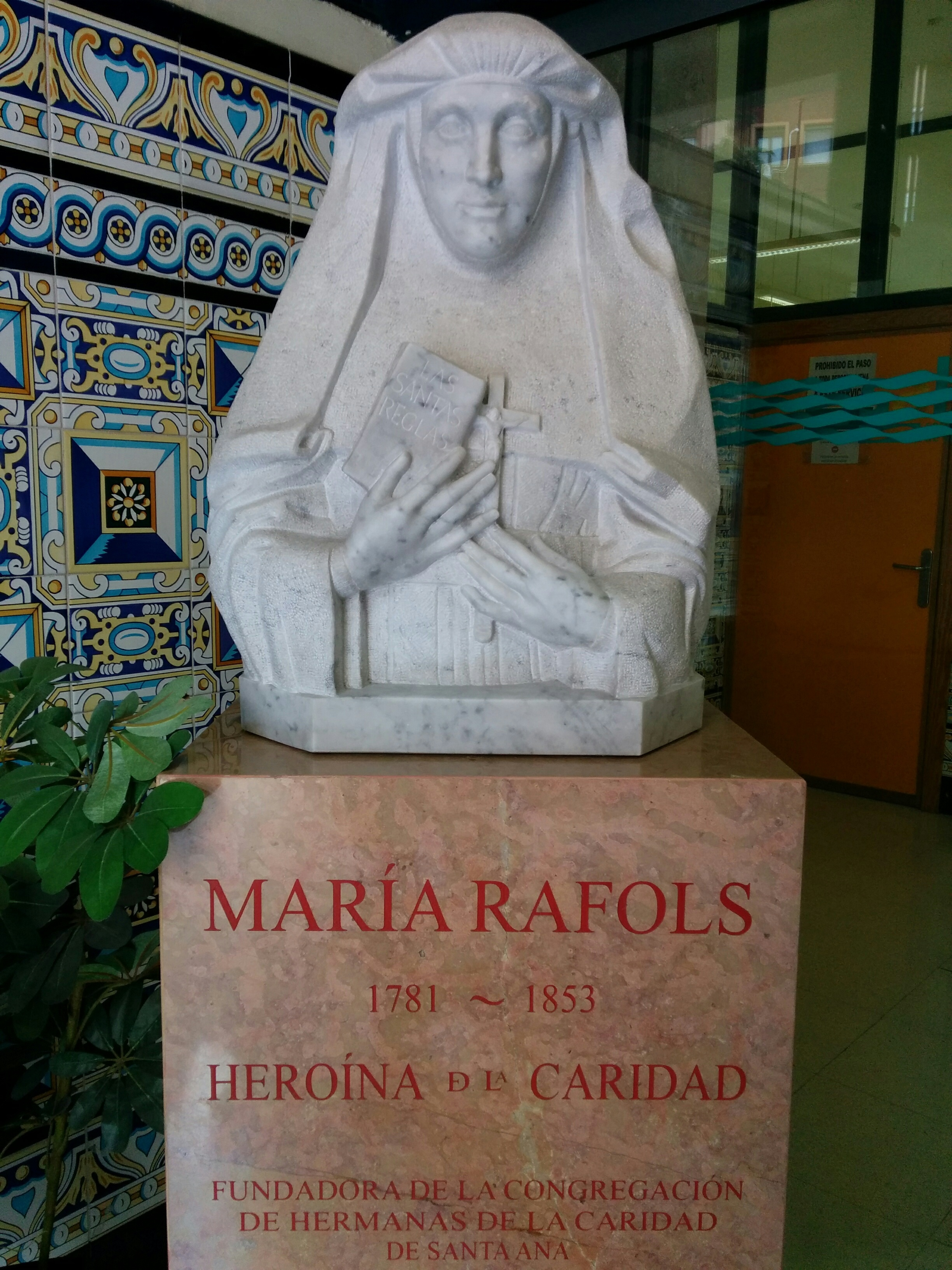
Escultura de la Madre Rafols en el Hospital Provincial de Zaragoza

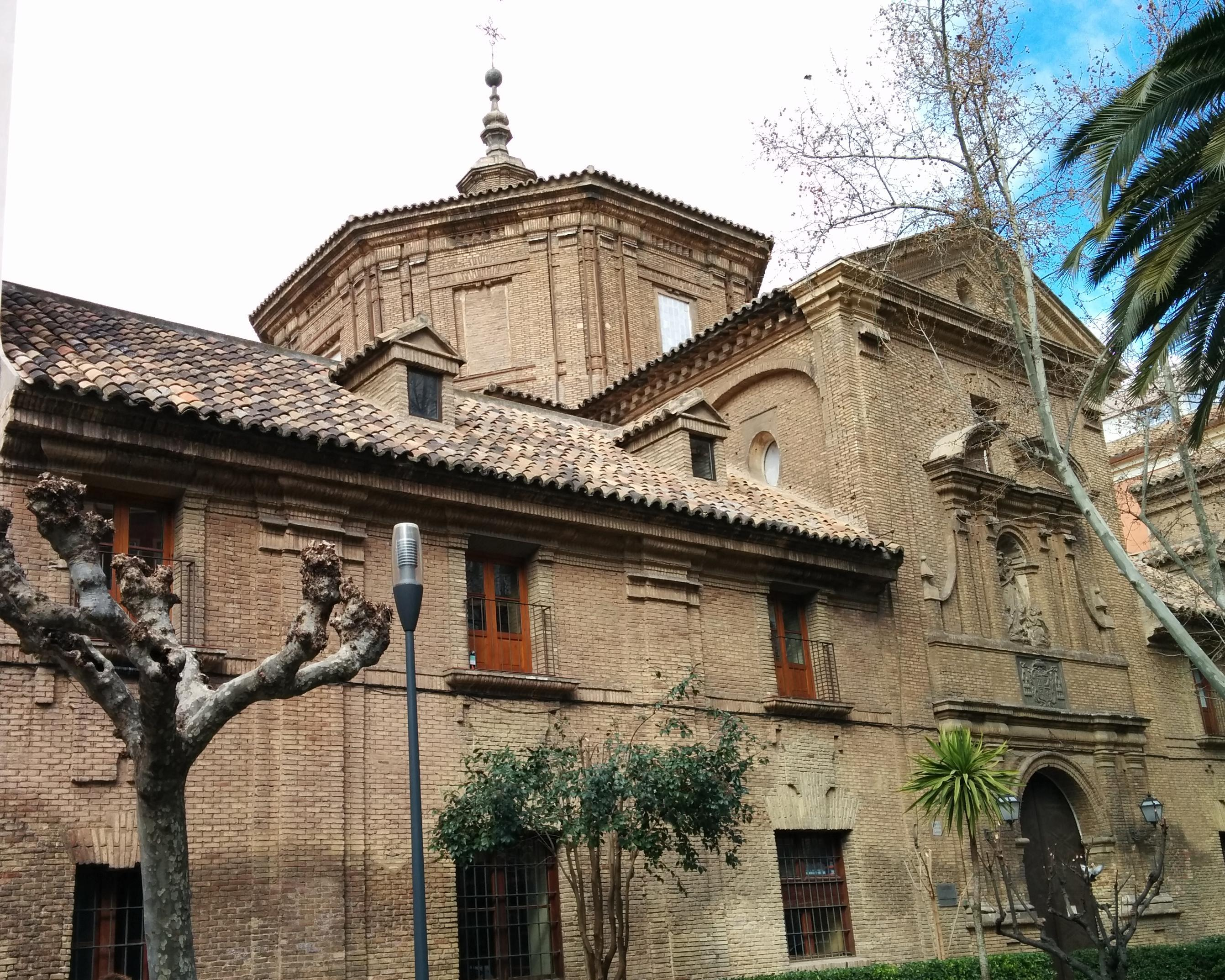
Hospital Provincial de Nuestra Señora de Gracia de Zaragoza.

De joven recibió una buenísima educación, estudiando en Barcelona y Zaragoza. Tenía una buena formación intelectual para su época, encaminada al sacerdocio, a pesar de su condición de heredero, como primogénito de la familia, según la costumbre del país. Emprendió sus estudios de Filosofía en la Universidad Sertoriana de Huesca, y de Teología en Barcelona y Zaragoza. 
Llegó a desempeñar la tarea de profesor. Se presentó en Reus (Tarragona) a las oposiciones convocadas por el Ayuntamiento para las dos aulas de Gramática y fue aprobado para profesor de una de ellas. Allí residió durante siete años, los cinco últimos ordenado ya de sacerdote. Fue allí donde nació esa vocación de caridad y entrega hacia los marginados de su tiempo, hacia las necesidades que palpaba cada día en su entorno. Junto a la enseñanza, realizó una intensa actividad caritativa y apostólica: visitó enfermos y encarcelados, atendió a niños y jóvenes abandonados. 
Fue ordenado sacerdote para la archidiócesis de Zaragoza. La caridad con los más pobres y desamparados de su tiempo le atraerá de tal manera, que llegará a renunciar a la enseñanza para dedicarse de lleno al servicio de los enfermos en el Hospital de la Santa Cruz de Barcelona primero y en el Hospital de Nuestra Señora de Gracia de Zaragoza después, a donde llegará en 1804 para establecer en él una Hermandad de Caridad, con vocación de vida religiosa y dedicación a los enfermos y desamparados, quedando él como capellán del Hospital y director de la Hermandad.
El 28 de diciembre de 1804 llegó a Zaragoza un grupo de doce hermanos y doce hermanas reunidos por el Padre Bonal para hacerse cargo de los servicios del Hospital de Nuestra Señora de Gracia, fundado en 1425, respondiendo a la llamada de la Junta que lo regía.
El Padre Juan Bonal y María Rafols Bruna (llamada Madre Rafols) fundaron la Congregación de las Hermanas de la Caridad de Santa Ana, para que a la manera de las Hijas de la Caridad de San Vicente de Paúl en Francia, se ocupara ante todo de la atención a los enfermos.
Los trágicos sucesos de los Sitios de Zaragoza, hicieron de aquel centro hospitalario un montón de ruinas y durante muchos años, la miseria presidió la vida del Hospital y sus moradores. Para paliarla en lo posible, el Padre Juan dedicó el resto de su vida a mendigar de pueblo en pueblo, por gran parte de la geografía española, a lomos de una mala cabalgadura, en interminables y duras jornadas, como limosnero del Hospital de Zaragoza. Mendigo de Dios por los pobres, pasó por todas partes predicando a las gentes sencillas del mundo rural, despertando su fe y caridad, dedicando largas horas al confesionario e impartiendo el perdón y la paz a los que acudían a él. 
Fueron muchas las dificultades que encontró en su ingrata misión de limosnero. Pero nada le hizo desistir de una tarea que exigía humildad, caridad y paciencia heroicas, en la que ponía ilusión y constancia sin límites, con total entrega y olvido de sí. Esta misión la prolongó por el resto de su vida hasta su muerte en el Santuario de Nuestra Señora del Salz, en Zuera, Zaragoza, donde solía retirarse para preparar sus viajes. 
Allí pasó su última jornada acompañado de dos Hermanas de la Caridad, Hermandad por él fundada, con la que siempre estuvo en comunión de ideales y afecto, además de un médico enviado por el Hospital que tantos beneficios le debía, y de otros sacerdotes. Con plena lucidez y paz recibió los sacramentos de manos del sacerdote de Zuera, mandó celebrar una misa a san José y falleció el 19 de agosto de 1829, próximo a cumplir 60 años.
El 20 de diciembre de 2012, el Papa Benedicto XVI publicó un Decreto reconociendo sus virtudes heroicas y dándole el título de Venerable.